# Степен на електролитна дисоциация
Степента на електролитната дисоциация ({\displaystyle \alpha }) е количествена характеристика за определяне силата на електролита. Тя е въведена от шведския учен Сванте Август Арениус. Тя показва каква част от разтвореното вещество е дисоциирано на йони.
Степента на електролитна дисоциация е равна на отношението между броя на дисоциираните молекули ({\displaystyle a}) към общия брой на разтворените молекули ({\displaystyle A}):
{\displaystyle \alpha \ ={a \over A}}
{\displaystyle \alpha \ (\%)={a \over A}100}
Тя е безразмерна величина. Приема стойности от 0 до 1 или от 0% до 100%, като за електролитите има стойност {\displaystyle {0}\leq \alpha \leq {1}}, а за неелектролити – {\displaystyle \alpha ={0}\,}. Степента на електролитна дисоциация зависи от:
- природата на електролита (разтвореното вещество) и разтворителя;
- разреждането (концентрацията на електролита);
- температурата

При еднаква моларна концентрация и t°=22 °C различните елементи във воден разтвор имат различни {\displaystyle \alpha }.
Процесът моларизация е обратен на електролитната дисоцоация.